# Uczan-Su
Uczan-Su (krymskotat. Uçan Suv) – wodospad w Górach Krymskich, najwyższy wodospad na Ukrainie, o wysokości około 98,5 m.
Wodospad znajduje się na rzece o tej samej nazwie. Jest to wodospad okresowy, największe przepływy notowane są wiosną, w lecie prawie zanika. Znajduje się w odległości około 8 km od Jałty.